# Jableh Sporting Club
El Jableh Sporting Club (en árabe: نادي جبلة الرياضي‎) es un club de fútbol de Siria de la ciudad de Jableh. Juega en la Liga Premier de Siria.

## Palmarés
- Liga Premier de Siria: 4 (1987, 1988, 1989, 2000)[1]
- Copa de Siria: 1 (1999)[2]